# Geografia della Guinea

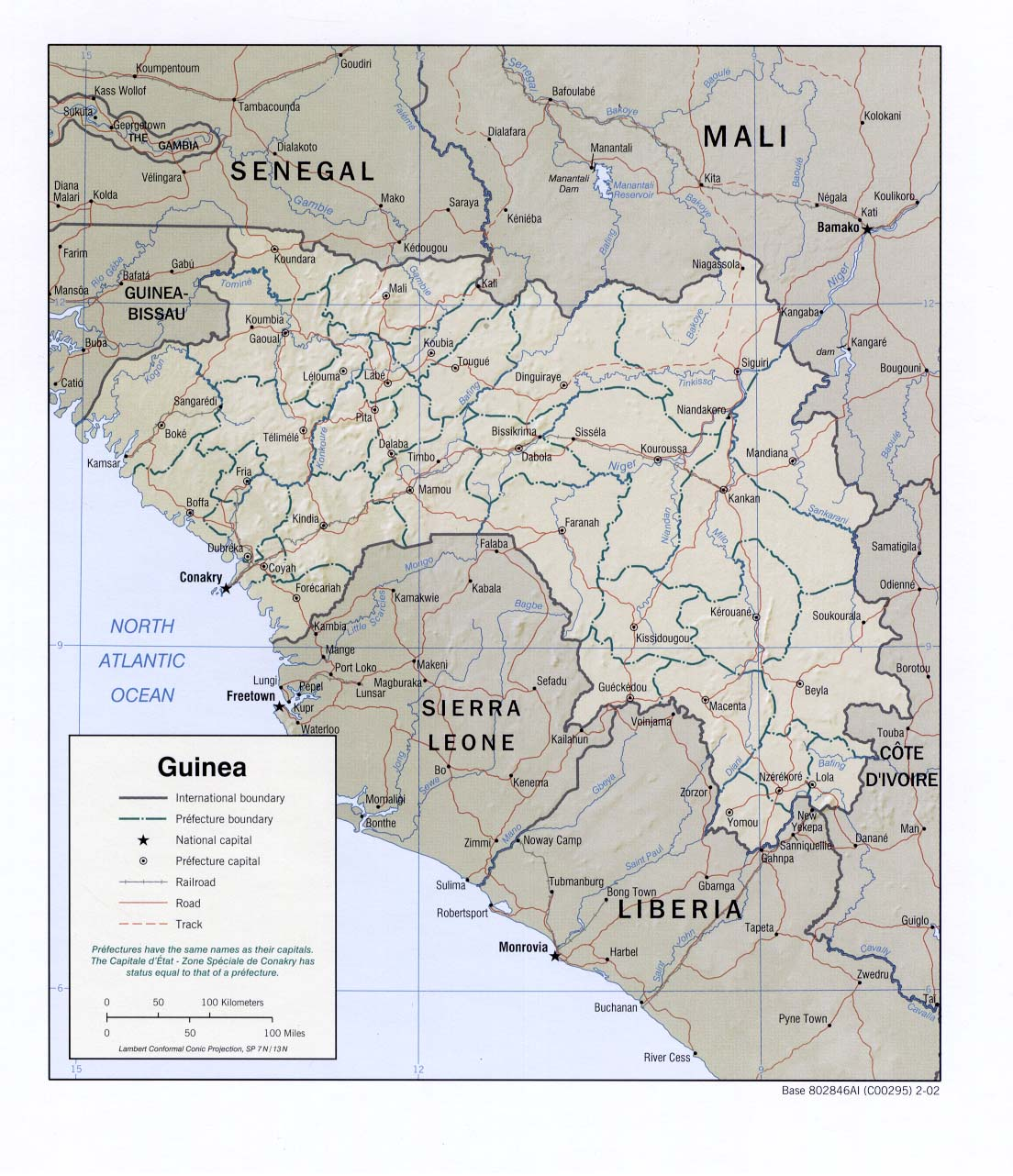
Mappa della Guinea

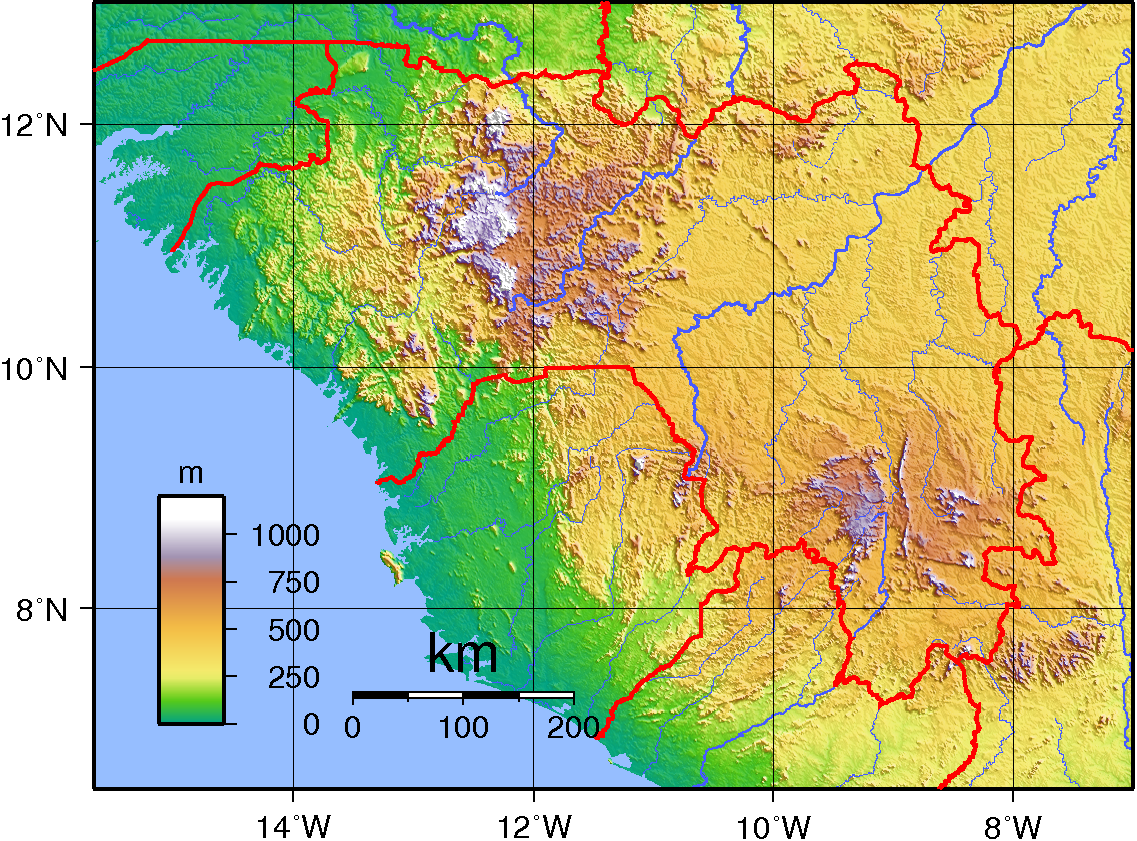
Topografia della Guinea

La Guinea è uno Stato situato lungo la costa atlantica dell'Africa occidentale. Ha una superficie di 245.857 km² e confina con Guinea-Bissau a nord-ovest, Senegal a nord, Mali a nord-est, Costa d'Avorio a sud-est, Liberia e Sierra Leone a sud. A ovest si affaccia sull'Oceano Atlantico e possiede una linea di costa che si estende per 320 km.

## Morfologia
Il paese è diviso in quattro regioni geografiche: una stretta cintura costiera (Bassa Guinea); gli altopiani di Fouta Djallon (Media Guinea); la savana settentrionale (Alta Guinea), e una regione a sud est caratterizzata da foreste pluviali (Forest Guinea). Il punto di massima elevazione viene raggiunto sulla vetta del Monte Nimba, al confine con Costa d'Avorio, e Liberia.

## Idrografia
Sono molti i fiumi dell'Africa occidentale che hanno le loro sorgenti in Guinea. I principali di questi sono il fiume Niger, le cui sorgenti si trovano sui monti Loma, il Gambia e il Senegal.

## Clima
La regione costiera della Guinea e la maggior parte delle regioni interne hanno un clima tropicale, con una stagione delle piogge che dura da aprile a novembre. La temperatura è relativamente elevata e uniforme, con tassi di umidità elevata. Le temperature medie massime sono nell'ordine dei 29 °C, quelle medie minime intorno ai 23 °C. Le precipitazioni medie si attestano sui 4.300 millimetri di pioggia annui. L'Alta Guinea ha una durata più breve della stagione delle piogge e una maggiore escursione termica giornaliera.

## Dati generali
Coordinate geografiche: 11°00′N 10°00′W
Superficie: 

totale: 245.857 km²
Area comparativa: la Gran Bretagna.
Confini terrestri: 

totale: 3.399 km 

frontiere: Costa d'Avorio 610 km, Guinea-Bissau 386 km, Liberia 563 km, Mali 858 km, Senegal 330 km, Sierra Leone 652 km 
Linea di costa: 320 km 
Morfologia: il territorio è generalmente piatto lungo la pianura costiera, collinare a montuoso all'interno. 
Elevazioni estreme: 

punto più basso: Oceano Atlantico 0 m 

punto più alto: Monte Nimba 1.752 m 
Risorse naturali: bauxite, ferro, diamanti, oro, uranio, energia idroelettrica, pesca 
L'uso del suolo: 

seminativi: 2% 

colture permanenti: 0% 

pascoli permanenti: 22% 

foreste e boschi: 59% 

altro: 17% (1993 stima) 
Terre irrigate: 930 km² (1993 stima) 
Ambiente - problematiche attuali: la deforestazione; l'insufficiente approvvigionamento di acqua potabile; desertificazione; la contaminazione del suolo e l'erosione; la sovrappopolazione nella regione delle foreste